# Contenido (teoría de la medida)
En matemáticas, en particular en teoría de la medida, un contenido {\displaystyle \mu } es una función de valor real definida en una colección de subconjuntos {\displaystyle {\mathcal {A}}} tal que
1. {\displaystyle \mu (A)\in \ [0,\infty ]{\text{ whenever }}A\in {\mathcal {A}}.}
2. {\displaystyle \mu (\varnothing )=0.}
3. {\displaystyle \mu {\Bigl (}\bigcup _{i=1}^{n}A_{i}{\Bigr )}=\sum _{i=1}^{n}\mu (A_{i}){\text{ whenever }}A_{1},\dots ,A_{n},\bigcup _{i=1}^{n}A_{i}\in {\mathcal {A}}{\text{ and }}A_{i}\cap A_{j}=\varnothing {\text{ for }}i\neq j.}

Es decir, un contenido es una generalización de una medida: mientras que esta última debe ser contablemente aditiva, la primera sólo debe ser finitamente aditiva.
En muchas aplicaciones importantes el {\displaystyle {\mathcal {A}}} se elige para que sea un anillo de conjuntos o que sea al menos un semianillo de conjuntos, en cuyo caso se pueden deducir algunas propiedades adicionales que se describen a continuación. Por este motivo algunos autores prefieren definir contenidos sólo para el caso de semianillos o incluso anillos.
Si un contenido es adicionalmente σ -aditivo se llama premedida y si además {\displaystyle {\mathcal {A}}} es una σ -álgebra, el contenido se llama medida. Por tanto, toda medida (de valor real) es un contenido, pero no al revés. Los contenidos dan una buena noción de cómo integrar funciones acotadas en un espacio, pero pueden comportarse mal cuando se integran funciones ilimitadas, mientras que las medidas dan una buena noción de cómo integrar funciones ilimitadas.

## Ejemplos
Un ejemplo clásico es definir un contenido en todos los intervalos medio abiertos. {\displaystyle [a,b)\subseteq \mathbb {R} } estableciendo su contenido a la longitud de los intervalos, es decir, {\displaystyle \mu ([a,b))=b-a.} Además, se puede demostrar que este contenido es en realidad σ -aditivo y, por tanto, define una medida previa en el semianillo de todos los intervalos semiabiertos. Esto se puede utilizar para construir la medida de Lebesgue para la recta numérica real utilizando el teorema de extensión de Carathéodory. Para obtener más detalles sobre la construcción general, consulte el artículo sobre la medida de Lebesgue.
Un ejemplo de un contenido que no es una medida en un σ -álgebra es el contenido de todos los subconjuntos de enteros positivos que tiene valor. {\displaystyle 1/2^{n}} en cualquier número entero {\displaystyle n} y es infinito en cualquier subconjunto infinito.
A continuación, se puede dar un ejemplo de un contenido de los números enteros positivos que siempre es finito pero que no es una medida. Tome una funcional lineal positiva en las secuencias acotadas que sea 0 si la secuencia tiene solo un número finito de elementos distintos de cero y toma el valor 1 en la secuencia {\displaystyle 1,1,1,\ldots ,} entonces lo funcional en algún sentido da un "valor promedio" de cualquier secuencia acotada. (Tal funcional no puede construirse explícitamente, pero existe según el teorema de Hahn-Banach). Entonces, el contenido de un conjunto de números enteros positivos es el valor promedio de la secuencia que es 1 en este conjunto y 0 en otros lugares. Informalmente, se puede pensar en el contenido de un subconjunto de números enteros como la "probabilidad" de que un número entero elegido aleatoriamente se encuentre en este subconjunto (aunque esto no es compatible con las definiciones habituales de azar en la teoría de la probabilidad, que suponen aditividad contable).

## Propiedades
Con frecuencia, los contenidos se definen en colecciones de conjuntos que satisfacen restricciones adicionales. En este caso, se pueden deducir propiedades adicionales que no se cumplen en general para los contenidos definidos en cualquier colección de conjuntos.

### en semianillos
Si {\displaystyle {\mathcal {A}}} forma un Semiring de conjuntos entonces se pueden deducir las siguientes afirmaciones:
- Cada contenido {\displaystyle \mu } es monótono, es decir, {\displaystyle A\subseteq B\Rightarrow \mu (A)\leq \mu (B){\text{ for }}A,B\in {\mathcal {A}}.}
- Cada contenido {\displaystyle \mu } es subaditivo es decir,

{\displaystyle \mu (A\cup B)\leq \mu (A)+\mu (B)} para {\displaystyle A,B\in {\mathcal {A}}} tal que {\displaystyle A\cup B\in {\mathcal {A}}.}

### en anillos
si además {\displaystyle {\mathcal {A}}} es un Anillo de conjuntos uno obtiene, además:
- Sustractividad : para {\displaystyle B\subseteq A} satisfactorio {\displaystyle \mu (B)<\infty } sigue {\displaystyle \mu (A\setminus B)=\mu (A)-\mu (B).}
- {\displaystyle A,B\in {\mathcal {A}}\Rightarrow \mu (A\cup B)+\mu (A\cap B)=\mu (A)+\mu (B).}
- Subaditividad : {\displaystyle A_{i}\in {\mathcal {A}}\;(i=1,2,\dotsc ,n)\Rightarrow \mu \left(\bigcup _{i=1}^{n}A_{i}\right)\leq \sum _{i=1}^{n}\mu (A_{i}).}
- {\displaystyle \sigma } -Superaditividad : Para cualquier {\displaystyle A_{i}\in {\mathcal {A}}\;(i=1,2,\dotsc )\ } satisfactorio por pares disjunto {\displaystyle \bigcup _{i=1}^{\infty }A_{i}\in {\mathcal {A}}} tenemos {\displaystyle \mu \left(\bigcup _{i=1}^{\infty }A_{i}\right)\geq \sum _{i=1}^{\infty }\mu (A_{i}).}
- Si {\displaystyle \mu } es un contenido finito, es decir, {\displaystyle A\in {\mathcal {A}}\Rightarrow \mu (A)<\infty ,} entonces se aplica el principio de inclusión-exclusión: {\displaystyle \mu \left(\bigcup _{i=1}^{n}A_{i}\right)=\sum _{k=1}^{n}(-1)^{k+1}\!\!\sum _{I\subseteq \{1,\dotsc ,n\}, \atop |I|=k}\!\!\!\!\mu \left(\bigcap _{i\in I}A_{i}\right)}

## Integración de funciones acotadas
En general la integración de funciones con respecto a un contenido no se comporta bien. Sin embargo, existe una noción de integración que se comporta bien siempre que la función sea acotada y el contenido total del espacio sea finito, dado lo siguiente.
Supongamos que el contenido total de un espacio es finito. Si {\displaystyle f} es una función acotada en el espacio tal que la imagen inversa de cualquier subconjunto abierto de los reales tiene un contenido, entonces podemos definir la integral de {\displaystyle f} con respecto al contenido como{\displaystyle \int f\,d\lambda =\lim \sum _{i=1}^{n}f(\alpha _{i})\lambda (f^{-1}(A_{i}))}donde el {\displaystyle A_{i}} forman colecciones finitas de conjuntos semiabiertos disjuntos cuya unión cubre el rango de {\displaystyle f,} y {\displaystyle \alpha _{i}} es cualquier elemento de {\displaystyle A_{i},} y donde el límite se toma como los diámetros de los conjuntos {\displaystyle A_{i}} tiende a 0.

## Duales de espacios de funciones acotadas
Suponer que {\displaystyle \mu } es una medida en algún espacio {\displaystyle X.} Las funciones mensurables acotadas en {\displaystyle X} forman un espacio de Banach con respecto a la norma suprema. Los elementos positivos del dual de este espacio corresponden a contenidos acotados {\displaystyle \lambda }{\displaystyle X,} con el valor de {\displaystyle \lambda } en {\displaystyle f} dado por la integral {\displaystyle \int f\,d\lambda .} De manera similar, se puede formar el espacio de funciones esencialmente acotadas, con la norma dada por el supremo esencial, y los elementos positivos del dual de este espacio están dados por contenidos acotados que desaparecen en conjuntos de medida 0.

## Construcción de una medida a partir de un contenido
Hay varias formas de construir una medida μ a partir de un contenido. {\displaystyle \lambda } en un espacio topológico. Esta sección proporciona uno de esos métodos para espacios de Hausdorff localmente compactos, de modo que el contenido se define en todos los subconjuntos compactos. En general, la medida no es una extensión del contenido, ya que el contenido puede no ser contablemente aditivo, y la medida puede incluso ser idénticamente cero incluso si el contenido no lo es.
Primero restrinja el contenido a conjuntos compactos. Esto da una función {\displaystyle \lambda } de conjuntos compactos {\displaystyle C} con las siguientes propiedades:
1. {\displaystyle \lambda (C)\in \ [0,\infty ]} para todos los conjuntos compactos {\displaystyle C}
2. {\displaystyle \lambda (\varnothing )=0.}
3. {\displaystyle \lambda (C_{1})\leq \lambda (C_{2}){\text{ whenever }}C_{1}\subseteq C_{2}}
4. {\displaystyle \lambda (C_{1}\cup C_{2})\leq \lambda (C_{1})+\lambda (C_{2})} para todos los pares de juegos compactos
5. {\displaystyle \lambda (C_{1}\cup C_{2})=\lambda (C_{1})+\lambda (C_{2})} para todos los pares de conjuntos compactos disjuntos.

También hay ejemplos de funciones. {\displaystyle \lambda } como arriba, no construido a partir de contenidos. Un ejemplo lo da la construcción de la medida de Haar en un grupo localmente compacto. Un método para construir una medida de Haar de este tipo es producir una función invariante por la izquierda {\displaystyle \lambda } como arriba en los subconjuntos compactos del grupo, que luego se pueden extender a una medida invariante a la izquierda.

### Definición en conjuntos abiertos
Dado λ como arriba, definimos una función μ en todos los conjuntos abiertos por{\displaystyle \mu (U)=\sup _{C\subseteq U}\lambda (C).}Este tiene las siguientes propiedades:
1. {\displaystyle \mu (U)\in \ [0,\infty ]}
2. {\displaystyle \mu (\varnothing )=0}
3. {\displaystyle \mu (U_{1})\leq \mu (U_{2}){\text{ whenever }}U_{1}\subseteq U_{2}}
4. {\displaystyle \mu \left(\bigcup _{n}U_{n}\right)\leq \sum _{n}\lambda (U_{n})} para cualquier colección de conjuntos abiertos
5. {\displaystyle \mu \left(\bigcup _{n}U_{n}\right)=\sum _{n}\lambda (U_{n})} para cualquier colección de conjuntos abiertos disjuntos.

### Definición en todos los conjuntos
Dado μ como arriba, extendemos la función μ a todos los subconjuntos del espacio topológico por{\displaystyle \mu (A)=\inf _{A\subseteq U}\mu (U).}Esta es una medida exterior, es decir que tiene las siguientes propiedades:
1. {\displaystyle \mu (A)\in \ [0,\infty ]}
2. {\displaystyle \mu (\varnothing )=0.}
3. {\displaystyle \mu (A_{1})\leq \mu (A_{2}){\text{ whenever }}A_{1}\subseteq A_{2}}
4. {\displaystyle \mu \left(\bigcup _{n}A_{n}\right)\leq \sum _{n}\lambda (A_{n})} para cualquier colección contable de conjuntos.

### Construcción de una medida
La función μ anterior es una medida externa de la familia de todos los subconjuntos. Por lo tanto, se convierte en una medida cuando se restringe a los subconjuntos medibles para la medida exterior, que son los subconjuntos {\displaystyle E} tal que {\displaystyle \mu (X)=\mu (X\cap E)+\mu (X\setminus E)} para todos los subconjuntos {\displaystyle X.} Si el espacio es localmente compacto, entonces cada conjunto abierto es mensurable para esta medida.
La medida {\displaystyle \mu } no necesariamente coincide con el contenido {\displaystyle \lambda } en conjuntos compactos, sin embargo, lo hace si {\displaystyle \lambda } es regular en el sentido de que para cualquier compacto {\displaystyle C,}{\displaystyle \lambda (C)} es el inf de {\displaystyle \lambda (D)} para conjuntos compactos {\displaystyle D} que contiene {\displaystyle C} en sus interiores.